# 閃電十一人 王牌前鋒
《閃電十一人 王牌前鋒》是LEVEL-5在2011年7月16日發售的Wii用體育遊戲。是閃電十一人系列作中初次發行在家用主機上的遊戲。

## 特色
LEVEL-5將本作定位成「超次元戰鬥足球」。不但有系列作的所有角色登場、也讓出現過的必殺技全部登場而成為充滿許多要素的足球遊戲。
本作中不但能操作威脅的侵略者編中的外星學園、邁向世界的挑戰編中所出現的各國角色組成的隊伍與以雷門中學女經理們為中心所組成的女子球隊等原創隊伍。另外也能操作「閃電十一人GO」的新雷門中學(部分角色)。
遊戲及比賽都以3D來表現、使出必殺技時則會出現附有聲音的招式動畫。

## 主題曲
- 『みんなあつまリーヨ!』

歌唱：T-Pistonz+KMC

## 外部連結
- 閃電十一人 王牌前鋒 （页面存档备份，存于） - 遊戲官網